# Ruslan Tsarev
Ruslan Tsarev (16 de julio de 1995) es un luchador kirguís de lucha grecorromana. Participó en el campeonato mundial de 2015, consiguiendo un 29.º puesto. Se clasificó en la décima posición en Juegos Asiáticos de 2014. Ganó tres medallas en campeonatos asiáticos, de oro en el año 2014.